# Barbara Kaim
Barbara Kaim (ur. 1 grudnia 1952) – polska archeolog, profesor na Wydziale Archeologii Uniwersytetu Warszawskiego. Jej badania koncentrują się na okresach panowania Achemenidów, Partów i Sasanidów w Iranie i Azji Środkowej.

## Kariera zawodowa
Barbara Kaim studiowała w Instytucie Archeologii (obecnie Wydział Archeologii). Ukończyła studia w 1977 roku. Od 1977 roku pracowała jako asystent naukowy. Po uzyskaniu stopnia doktora w 1983 roku, rozpoczęła pracę na stanowisku adiunkta w Zakładzie Archeologii Bliskiego Wschodu w tym samym instytucie. Habilitowała się w 2003 roku, przygotowując monografię poświęconą architekturze okresu kuszańskiego, a w 2005 roku uzyskała tytuł profesora uczelni. 18 kwietnia 2013 roku nadano jej tytuł profesora.

## Wykopaliska
W 1995 roku Barbara Kaim rozpoczęła badania archeologiczne na stanowisku Stary Serachs, położonym w oazie Serachs w Turkmenistanie. Dwa lata później rozpoczęła wykopaliska na Mele Hairam w tej samej oazie, które ujawniły pozostałości zoroastryjskiej świątyni ognia. W latach 2005–2006 była współkierownikiem Irańsko-Polskiej Misji Archeologicznej w dolinie Tang-e Bolaghi łączącej Persepolis i Pasargade – dawne stolice imperium Achemenidów w (Iranie). Projekt ten miał za zadanie udokumentować i rozpoznać archeologicznie stanowiska, które miały zostać zalane w wyniku budowy tamy na rzece Pulvar (Sivand Dam Project). Prowadzone wówczas badania powierzchniowe w dolinie Tang-e Bolaghi – pozwoliły wyjawić ponad sto stanowisk archeologicznych. Wykopaliska ratunkowe były prowadzone na stanowisku nr 64. Następnie Barbara Kaim została współkierownikiem kolejnej Irańsko-Polskiej Misji Archeologicznej, tym razem w prowincji Sabzewar, Iran (2007-2010). W tym czasie prowadziła wykopaliska w świątyni ognia w Chane-je Diw (Iran). W 2011 roku, po zakończeniu wykopalisk w Mele Hairam w 2009 roku, rozpoczęła projekt w Gurukly-depe – kolejnym stanowisku położonym w oazie Serachs w Turkmenistanie. Badania wykopaliskowe pozwoliły odkryć na tym stanowisku pozostałości fortyfikacji z okresu partyjskiego i sasanidzkiego (III-VII n.e.).

## Wybrane publikacje
- 1991 – Das geflügelte Symbol in der achämenidischen Glyptik, Archäologische Mitteilungen aus Iran 24, 31–34[7]
- 1996 – Sztuka Starożytnego Iranu, Wydawnictwa Uniwersytetu Warszawskiego, Warszawa[2]
- 1999 – Открытие Храма Огня в Серахском Оазисе, Культурные Ценности. Международный Ежегодник. Cultural Values. International Annual, Vol. 1997–1998, 200–203
- 2002 – Zaratushtrian Temple of Fire. Five years of excavation at Mele Hairam, Warsaw
- 2002 – Un temple du feu Sassanide découvert à Mele Hairam, Turkmenistan Méridional, Studia Iranica 31, 215-230[2]
- 2007 – Où adorer les dieux? Dossiers d’Archéologie 371, 66-71[2]